# جيم ياردلي
جيم ياردلي (بالإنجليزية: Jim Yardley)‏ هو صحفي أمريكي، ولد في 18 يونيو 1964 في نيويورك في الولايات المتحدة.